# Plaus
Plaus (italià Plaus) és un municipi italià, dins de la província autònoma de Tirol del Sud. És un dels municipis del districte de Burggrafenamt. L'any 2007 tenia 622 habitants. Limita amb els municipis d'Algund, Naturns i Partschins.

## Situació lingüística
| Pertinença lingüística (cens 2001) | 99,01% alemany |
| Pertinença lingüística (cens 2001) | 0,99% italià   |
| Pertinença lingüística (cens 2001) | 0,00% ladí     |

## Administració

Territori comunal

| Període | Identitat      | Partit |
| ------- | -------------- | ------ |
| 2004-   | Arnold Schuler | SVP    |